# 에스더 (프로게이머)
에스더(본명: 고정완, 1995년 6월 29일 ~)는 대한민국의 전직 배틀그라운드, 발로란트 프로게이머였으며, e스포츠 지도자였다. 선수 시절 아이디는 Esther였다.
에스더의 등번호 1번은 Gen.G 배틀그라운드 프로게임단에서 영구 결번되었다.

## 선수 시절

### 배틀그라운드
2017년 8월, EGEL에 입단하면서 커리어를 시작했다.
2017년 10월, Anarchy에 입단했다.
2017년 11월, KSV e스포츠 NOTITLE에 입단했다. 펍지 글로벌 챔피언십 2019에 참가하여 팀의 우승에 기여했다. 2019년 12월, 발로란트로 종목을 전향하기 위해 팀에서 퇴단했다.
2021년 1월, 발로란트 데뷔가 무산되어, 원 소속팀 Gen.G에 다시 입단했다. 2021 펍지 위클리 시리즈: 동아시아 페이즈 2에 참가하여 팀의 우승에 기여했다. 펍지 글로벌 챔피언십 2021에서는 10위를 기록했다. 이후 은퇴를 선언하면서, 팀에서 퇴단했다.

### 발로란트
2022년 11월, 엔터포스 36 발로란트 프로게임단에 입단하면서 발로란트로 종목을 변경했다. 이후 은퇴를 선언하며 팀에서 퇴단했다.

## 지도자 시절
2023년 6월 8일, Gen.G 배틀그라운드 프로게임단 코치로 부임했다.
2023년 11월 18일, 플레잉 코치로 직책을 변경했다. 2024년 1월 9일 팀에서 퇴단했다.

## 소속팀

### 선수
| # | 팀명                 | 소속 기간               | 소속 리그 | 비고  |
| - | -------------------- | ----------------------- | --------- | ----- |
| 1 | EGEL                 | 2017.08. ~ 2017.09.23   | PKL       |       |
| 2 | Anarchy              | 2017.10.02 ~ 2017.11.21 | PKL       |       |
| 3 | KSV NOTITLE          | 2017.11.29 ~ 2019.12.11 | PKL       |       |
| 4 | 아프리카 자르 게이밍 | 2020.12.04 ~ 2020.12.13 |           |       |
| 5 | Gen.G                | 2021.01.05 ~ 2022.01.02 | PWS       | [ 4 ] |
| 6 | 엔터포스 36          | 2022.11.25 ~ 2023.04.08 | VCJ       |       |

### 지도자
| # | 팀명  | 직책        | 소속 기간               | 소속 리그 | 비고 |
| - | ----- | ----------- | ----------------------- | --------- | ---- |
| 1 | Gen.G | 코치        | 2023.06.08 ~ 2023.11.18 | PWS       |      |
| 2 | Gen.G | 플레잉 코치 | 2023.11.18 ~ 2024.01.09 | PWS       |      |

## 수상 내역
- 펍지 트위치TV 로드 투 지-스타 1차 우승
- 아프리카TV 펍지 리그 파일럿 시즌 우승
- 아프리카TV 펍지 리그 시즌 1 우승
- 아프리카TV 펍지 리그 시즌 1 파이널 최다 킬(Most Kills)
- 2019 핫식스 펍지 코리아 리그 페이즈 2 우승
- 2019 MET 아시아 시리즈: 펍지 클래식 우승
- 펍지 글로벌 챔피언십 2019 우승
- 펍지 글로벌 인비테이셔널.S 2021 3위
- 2021 펍지 위클리 시리즈: 동아시아 프리시즌 3위
- 2021 펍지 위클리 시리즈: 동아시아 페이즈 1 준우승
- 펍지 콘티넨탈 시리즈 4 아시아 11위
- 2021 펍지 위클리 시리즈: 동아시아 페이즈 2 우승
- 펍지 콘티넨탈 시리즈 5 아시아 9위
- 펍지 글로벌 챔피언십 2021 10위